# Enteromius atkinsoni
Enteromius atkinsoni é uma espécie de Actinopterygii da família Cyprinidae.
Pode ser encontrada nos seguintes países: Malawi e Tanzânia.
Os seus habitats naturais são: rios.